# Elecciones regionales de Valle del Cauca de 2019
Las elecciones regionales de Valle del Cauca de 2019 se llevaron a cabo el domingo 27 de octubre de 2019 en el departamento del Valle del Cauca, donde fueron elegidos los siguientes cargos que tomarán posesión el 1 de enero de 2020 para un período de cuatro años:
- Gobernador del Valle del Cauca.
- Los 21 miembros del Asamblea Departamental del Valle del Cauca.
- Los 42 miembros de las Alcaldías Municipales del Valle del Cauca.
- Los 534 miembros de los Concejos Municipales del Valle del Cauca.

## Legislación
Según la Constitución de Colombia, pueden ejercer su derecho a sufragio los ciudadanos mayores 18 años de edad que no hagan parte de la Fuerza Pública, no estén en un proceso de interdicción, y que no hayan sido condenados. Las personas que se encuentran en centros de reclusión, tales como cárceles o reformatorios, podrán votar en los establecimientos que determine la Registraduría Nacional. La inscripción en el registro civil no es automática, el ciudadano debe dirigirse a la sede regional de la Registraduría para inscribir su identificación personal en un puesto de votación.
La Ley 136 de 1994 establece que para ser elegido alcalde se requiere ser ciudadano colombiano en ejercicio y haber nacido o ser residente del respectivo municipio o de la correspondiente área metropolitana durante un año anterior a la fecha de inscripción o durante un período mínimo de tres años consecutivos en cualquier época. El alcalde se elige por mayoría simple, sin tener en cuenta la diferencia de votos con relación a quien obtenga el segundo lugar. Sin embargo, actualmente se encuentra en trámite en el Congreso de la República un proyecto de reforma constitucional que establece la segunda vuelta para la elección del mandatario de la ciudad.
Está prohibido para los funcionarios públicos del Distrito difundir propaganda electoral a favor o en contra de cualquier partido, agrupación o movimiento político, a través de publicaciones, estaciones de televisión y de radio o imprenta pública, según la Constitución y la Ley Estatutaria de Garantías Electorales. También les está expresamente prohibido acosar, presionar, o determinar, en cualquier forma, a subalternos para que respalden alguna causa, campaña o controversia política.
Los organismos encargados de velar administrativamente por el evento son la Registraduría Nacional del Estado Civil y el Consejo Nacional Electoral.

### Voto en blanco
De acuerdo con la sentencia C-490 de 2011 de la Corte Constitucional de Colombia, que declaró la exequibilidad de la Ley 1475 (Reforma Política), el voto en blanco es «una expresión política de disentimiento, abstención o inconformidad, con efectos políticos» y agrega que «el voto en blanco constituye una valiosa expresión del disenso a través del cual se promueve la protección de la libertad del elector. Como consecuencia de este reconocimiento la Constitución le adscribe una incidencia decisiva en procesos electorales orientados a proveer cargos unipersonales y de corporaciones públicas de elección popular».

De acuerdo con el artículo 9 del Acto Legislativo 01 de 2009, en caso de victoria del voto en blanco, 
"Deberá repetirse por una sola vez la votación para elegir miembros de una corporación pública, gobernador, alcalde o la primera vuelta en las elecciones presidenciales, cuando el total de los votos válidos, los votos en blanco constituyan la mayoría. Tratándose de elecciones unipersonales no podrán presentarse los mismos candidatos, mientras que en las corporaciones públicas no se podrán presentar a las nuevas elecciones las listas que no hayan alcanzado el umbral". 
Según lo anterior, si en la repetición de las votaciones llegara a ganar nuevamente el voto en blanco, quedaría como ganador el candidato que alcanzó la mayoría de votos válidos en el certamen electoral. Por lo cual, se elegirá el segundo puesto en votos. La Corte Constitucional, en sentencia C-490 de 2011 declaró inexequible la norma de la Reforma Política que ordenaba repetir elecciones «cuando el voto en blanco obtenga más votos que el candidato o lista que haya sacado la mayor votación» y en consecuencia la mayoría necesaria para repetir la elección es mayoría absoluta, es decir el 50% más 1 de los votos válidos, y no mayoría simple.

## Candidatos
Los siguientes son los candidatos a la gobernación de Valle del Cauca.
|  | Precandidato | Precandidato                                                                                    | Partidos o movimientos políticos | Cargos Públicos                                                                                            |
|  | ------------ | ----------------------------------------------------------------------------------------------- | --- | --- |
|  |              | Clara Luz Roldán (63 años) Administradora de empresas                                           | Coalición 'Todos por el Valle del Cauca' Partidos y movimientos: Partidos de la candidatura: Partido de la U Partido Liberal Partido Cambio Radical Partidos de respaldo: Colombia Renaciente Movimiento Alternativo Indígena y Social Partido MIRA | Gerente de INDERVALLE (2016) Directora de Coldeportes (2016-2018)                                          |
|  |              | Griselda Restrepo (60 años) Abogada Lema: El Valle, grande como vos                             | Coalición 'Por un Valle Incluyente' Partidos y movimientos: Partidos de la candidatura: G.S.C. El Valle es de su Gente Polo Democrático Partidos de respaldo: Colombia Humana                                                                       | Representante a la Cámara (2002-2006) Senadora de la República (2008-2010) Ministra de Trabajo (2017-2018) |
|  |              | Francisco Lourido (72 años) Ingeniero agrónomo Lema: Francisco Lourido, el gobernador           | Centro Democrático | Gobernador designado (2010-2011)                                                                           |
|  |              | Oscar Gamboa (63 años) Químico farmacéutico Lema: El que tiene que ser                          | G.S.C. Por un Valle como tiene que ser | |
|  |              | Carlos Sami Valencia (34 años) Abogado                                                          | Partido ADA | |
|  |              | Álvaro López (70 años) Ingeniero civil Lema: Manos limpias                                      | Partido Conservador | |
|  |              | Mónica Gaitán (58 años) Abogada Lema: Mónica Gobernadora                                        | Colombia Justa Libres | |
|  |              | Duvalier Sánchez (34 años) Profesional en Estudios Políticos Lema: Duvalier contra los gigantes | Alianza Verde | |
|  |              | Carlos Andrés Clavijo (46 años) Ingeniero industrial Lema: Cambio. Nosotros podemos creer       | Autoridades Indígenas de Colombia | |

## Resultados
|  | 56,17 % |

|  | 8,57 % |

|  | 5,69 % |

|  | 4,93 % |

|  | 4,35 % |

|  | 2,87 % |

|  | 1,50 % |

|  | 1,32 % |

|  | 0,76 % |